# Xenopirostris xenopirostris
Xenopirostris xenopirostris là một loài chim trong họ Vangidae.
Đây là loài đặc hữu của Madagascar.
Môi trường sống tự nhiên của chúng là vùng cây bụi khô nhiệt đới hoặc cận nhiệt đới.